# 32276 Allenliu
32276 Allenliu è un asteroide della fascia principale. Scoperto nel 2000, presenta un'orbita caratterizzata da un semiasse maggiore pari a 2,2815922 au e da un'eccentricità di 0,0499969, inclinata di 6,54559° rispetto all'eclittica.
L'asteroide è dedicato allo studente statunitense Allen Liu.